# Frans Willems
Frans Willems ook bekend als François of Sooi Willems (Neerpelt, 14 september 1912 - Weert, 17 februari 1990) was een Belgisch rooms-katholiek priester, de bezieler en decennialang aalmoezenier bij het leger en van Milac (Militianen Actie). Een organisatie die de toekomstige en actieve dienstplichtige soldaten in het Belgische leger ondersteunde en via plaatselijke afdelingen contact hield met de betrokken soldaten. Jongens die gekazerneerd waren in België zelf, maar ook in het toenmalige bezette West-Duitsland.

## Aalmoezenier
Willems deed eerst zijn middelbare studies in Neerpelt, Sint-Truiden en Wezet. Vervolgens ging hij studeren aan het Grootseminarie van Luik. In 1938 werd hij priester gewijd. Opgegroeid als kind in de Eerste Wereldoorlog werd hij als jonge man geconfronteerd met de Tweede Wereldoorlog. Vanaf 1940 werd hij aalmoezenier bij het leger om nadien aalmoezenier van Milac te worden. Een organisatie waar hij zelf mee aan de wieg stond. Hij bleef in functie tot 1983.
Frans Willems kreeg een borstbeeld in zijn geboortedorp op het naar hem genoemde Sooi Willemsplein.